# Zhang Liang (aviron)
Dans ce nom chinois, le nom de famille, Zhang, précède le nom personnel.
Pour les articles homonymes, voir Zhang Liang.
Zhang Liang (en chinois simplifié : 陳雲霞 ; chinois traditionnel : 陈云霞; ; pinyin : Chén Yúnxiá), né le 14 janvier 1987, est un rameur d'aviron chinois. Il a représenté la Chine aux Jeux olympiques d'été de 2008, de 2012 ainsi qu'à ceux de 2020, où il obtient une médaille de bronze .

## Carrière
Il participe aux Jeux olympiques d'été de 2008, mais ses chances de médaille s'effondrent lorsqu'il ne se présente pas au départ de l'épreuve de skiff, pensant être inscrit à la série suivante. Il est de ce fait disqualifié non seulement en skiff, mais également en deux de couple.
Il se qualifie à nouveau pour les Jeux olympiques d'été de 2012, uniquement en skiff, et termine à la 11e place.
Aux championnats du monde d'aviron 2019 et 2021, Zhang associé à Liu Zhiyu remporte le titre en deux de couple.
Ces performances permettent à la paire de se qualifier pour les Jeux olympiques d'été de 2020. Ils y remportent la médaille de bronze.